# Duitse militaire begraafplaats in Augustdorf
De Duitse militaire begraafplaats in Augustdorf is een militaire begraafplaats in Noordrijn-Westfalen, Duitsland. Op de begraafplaats liggen omgekomen Duitse militairen uit de Tweede Wereldoorlog.

## Begraafplaats
De kleine begraafplaats is gelegen in het bos net buiten Augustdorf. Er rusten zestien militairen die aan het einde van oorlog om het leven kwamen.